# Udmurti
Udmurti (udmurtski: Удмуртъёс, Udmurtjos) ugrofinski je narod čiji pripadnici pretežito žive u Rusiji (Udmurtija). Govore udmurtskim jezikom.